# Wetlands Ecology and Management
Wetlands Ecology and Management (abrégé en Wetlands Ecol. Manage.) est une revue scientifique à comité de lecture qui traite des écosystèmes des milieux humides d’eaux douces, d’eaux saumâtres et marins. La revue se veut un lieu d’échanges entre les diverses disciplines intéressées aux milieux humides, autant au niveau de la recherche fondamentale, de la recherche appliquée, de la gestion, de la législation ou de l’économie.
Actuellement, les directeurs de publication sont Johan F. Gottgens (Université de Toledo, États-Unis), Charles S. Hopkinson Jr. (Université de Géorgie, États-Unis) et Eric Wolanski.

## Histoire
Au cours de son histoire, le journal a absorbé :
- Mangroves and Salt Marshes, 1997-1999  (ISSN 1386-3509 et 1572-977X)[3]